# Moritz Becker

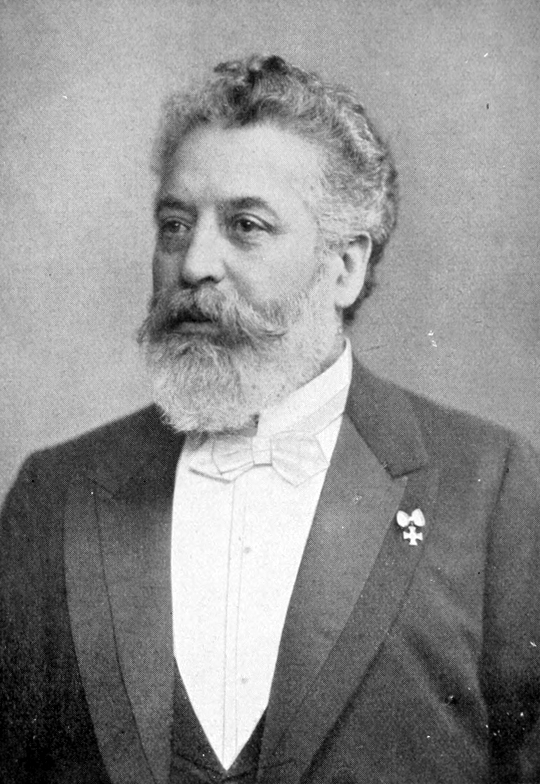
Moritz Becker

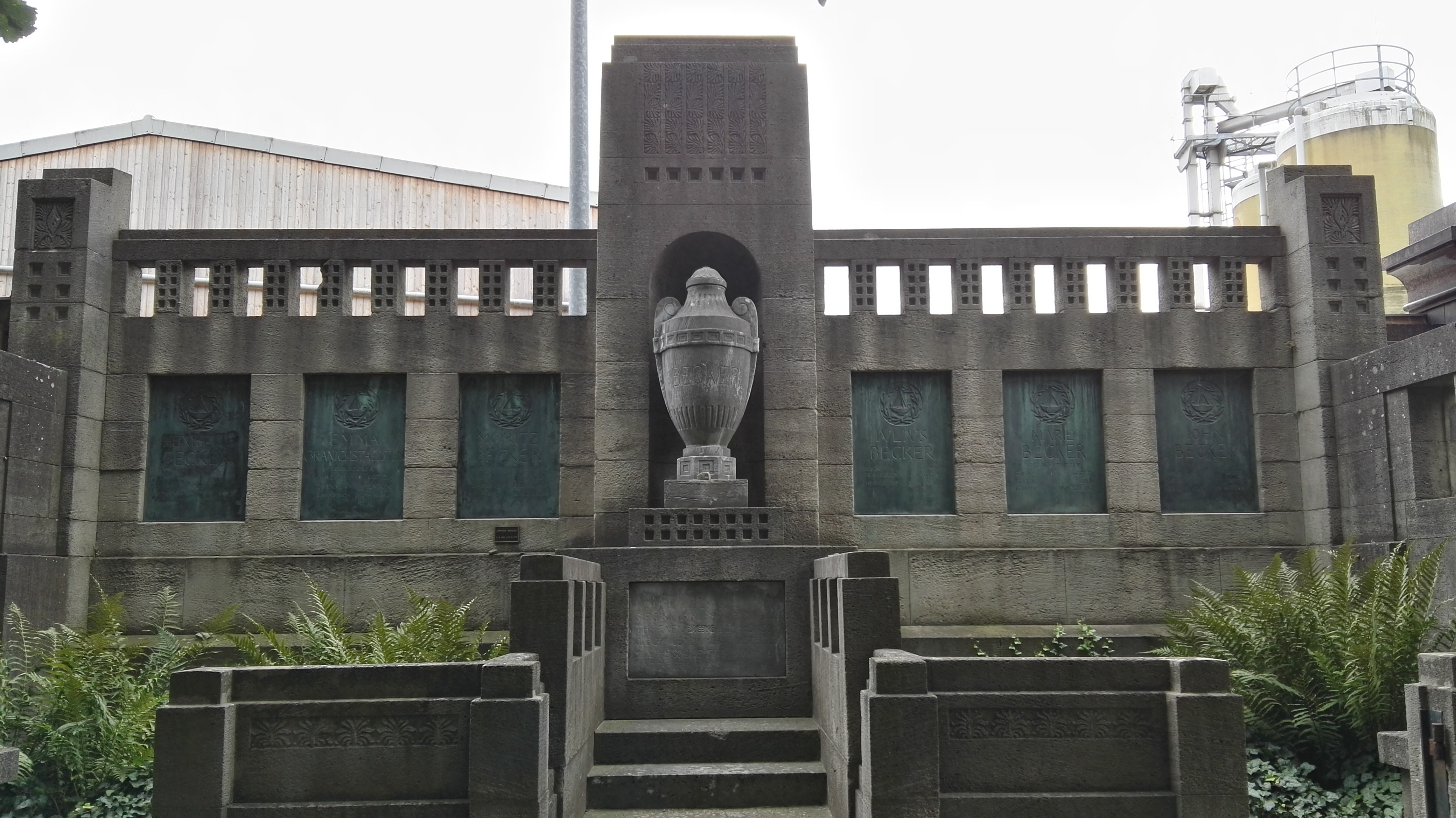
Familiengrabstätte auf dem Jüdischen Friedhof in Berlin-Weißensee

Moritz Becker (* 1. Mai 1830 in Danzig; † 25. August 1901 in Heringsdorf) war ein deutscher Bergwerksunternehmer im Samland und in Böhmen. Er führte den industriellen Abbau des Bernsteins in Ostpreußen ein.

## Leben
Moritz Becker war der Sohn armer jüdischer Eltern. Zunächst Hausierer und Kaufmann (nach einigen Quellen soll Becker schon zu Beginn seiner Erwerbslebens einen kleinen Bernsteinhandel gehabt haben), verdingte er sich beim Memeler Gastwirt Wilhelm Stantien, der das Bernsteinlager bei Prökuls ausbeutete. 1858 zum Teilhaber des im gleichen Jahr entstandenen Unternehmens Stantien & Becker geworden, richtete Becker die Bernsteinbaggerei in Schwarzort ein, die sich als sehr gewinnbringend erwies.
Im Jahr 1861 pachtete das Unternehmen Stantien & Becker die Bernsteingewinnung vom preußischen Staat. Nach einigen Quellen soll Becker Friedrich Wilhelm Stantien aus dem Unternehmen gedrängt und 1871 Alleininhaber geworden sein, allerdings erwähnt Becker selbst in einer 1896 verfassten Schrift einen Mitgesellschafter namens Cohn und indirekt auch Stantien als Teilhaber des Unternehmens zumindest bis zum Jahre 1884. Becker kaufte 1872 das Gut Palmnicken und baute dort das erste Bernsteinwerk. Es folgte die Grube Anna nördlich des Kraxtepeller Fließes. Mit ungefähr 2.000 Beschäftigten war das Unternehmen 1883 das größte Industrieunternehmen in Ostpreußen. Becker erhielt die Ehrentitel Kommerzienrat und später Geheimer Kommerzienrat. Kaiser Wilhelm I. und Kaiser Wilhelm II. ließen ihm 1866 beziehungsweise 1885 persönliche Ehrengeschenke zukommen. Mit Dampfbaggern förderte seine Aktiengesellschaft bis 1899 Bernstein aus dem Kurischen Haff.
Mit dem Geologen Richard Klebs, der für Stantien & Becker als Berater tätig war, gründete er in Königsberg ein Bernsteinmuseum. In den 1890er Jahren wurde in Preußen eine öffentliche Diskussion über das Bernsteinmonopol seines Unternehmens geführt. 1896 wurde in Stolp ein Monopolprozess geführt. 1899 verkaufte Becker darauf alle industriellen Anlagen, seinen Grundbesitz in Königsberg und in den Kreisen Fischhausen und Memel sowie das Bernsteinmuseum für mindestens 8,5 Millionen Mark an den preußischen Staat. Der vom Preußischen Landtag bewilligte Betrag belief sich auf 9,75 Millionen Mark. Beckers Vermögen wurde zu dieser Zeit auf 14,5 Millionen Mark geschätzt. Moritz Becker engagierte sich danach nur noch beim Goldbergwerk von Roudný.
Becker wohnte schon in den letzten Jahren in Wien, siedelte dann nach Berlin über und starb während eines Kuraufenthalts wahrscheinlich in Heringsdorf auf der Insel Usedom. Er wurde auf dem Jüdischen Friedhof Berlin-Weißensee beigesetzt.

## Familie

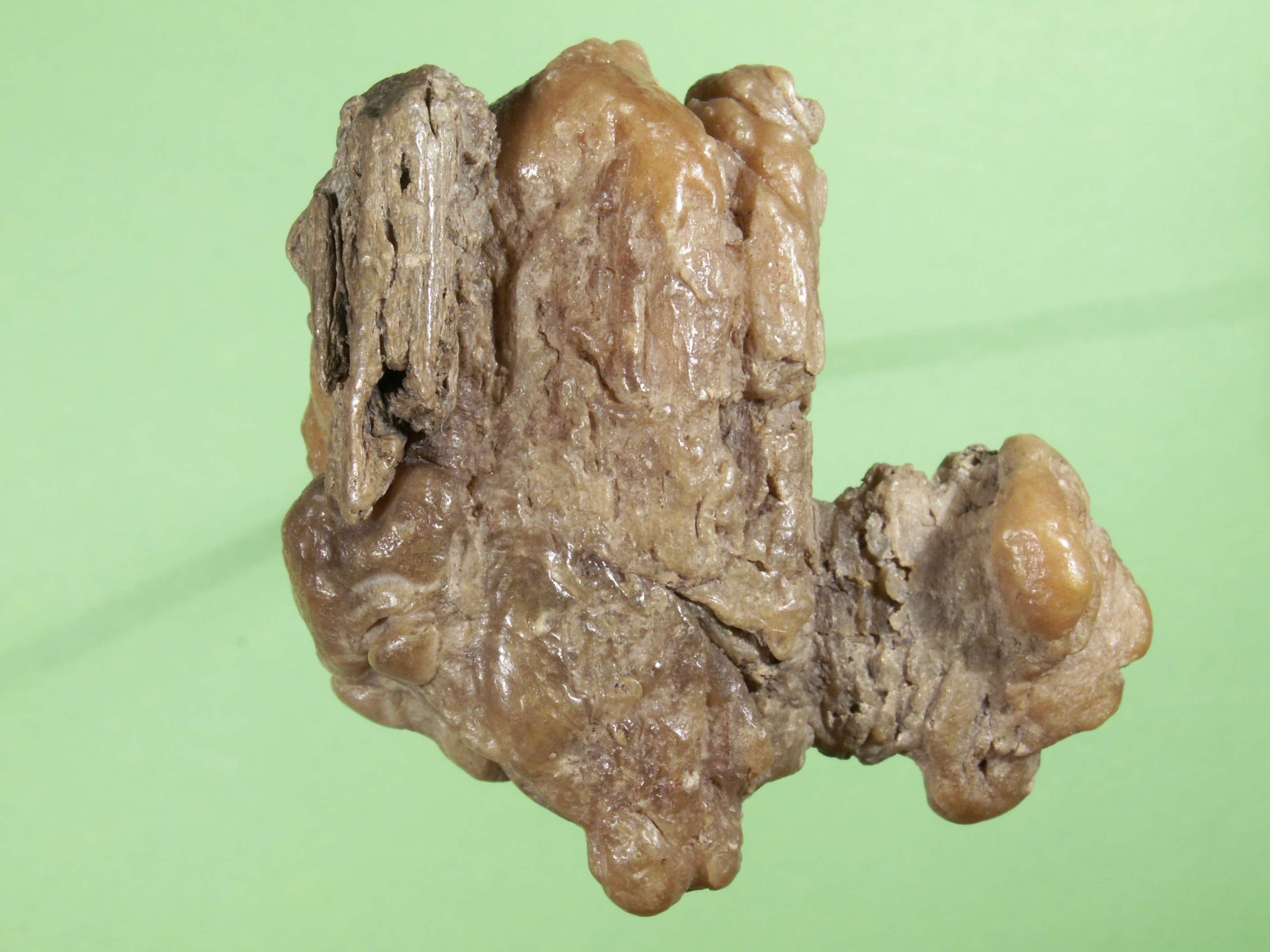
Beckerit aus Bitterfeld, Naturform, Größe: 54 mm; Sammlung: Naturkundliches Museum Mauritianum Altenburg

Moritz Beckers Ehefrau Henriette, die aus einer jüdischen Familie aus Tilsit stammte, gründete einen Verein für Wohltätigkeit und Frauenbildung. Sie machte mehreren Anstalten große Zuwendungen. Der Sohn Benno Becker wurde Maler und war Mitbegründer der Münchner Sezession. Der Sohn Arthur Becker war ein deutscher Politiker und Gutsbesitzer in Bartmannshagen im Kreis Grimmen. Der Ururenkel Ludwig Becker wurde 1935 noch in Palmnicken geboren und betreibt dort ein Hotel.

## Beckerit und Stantienit

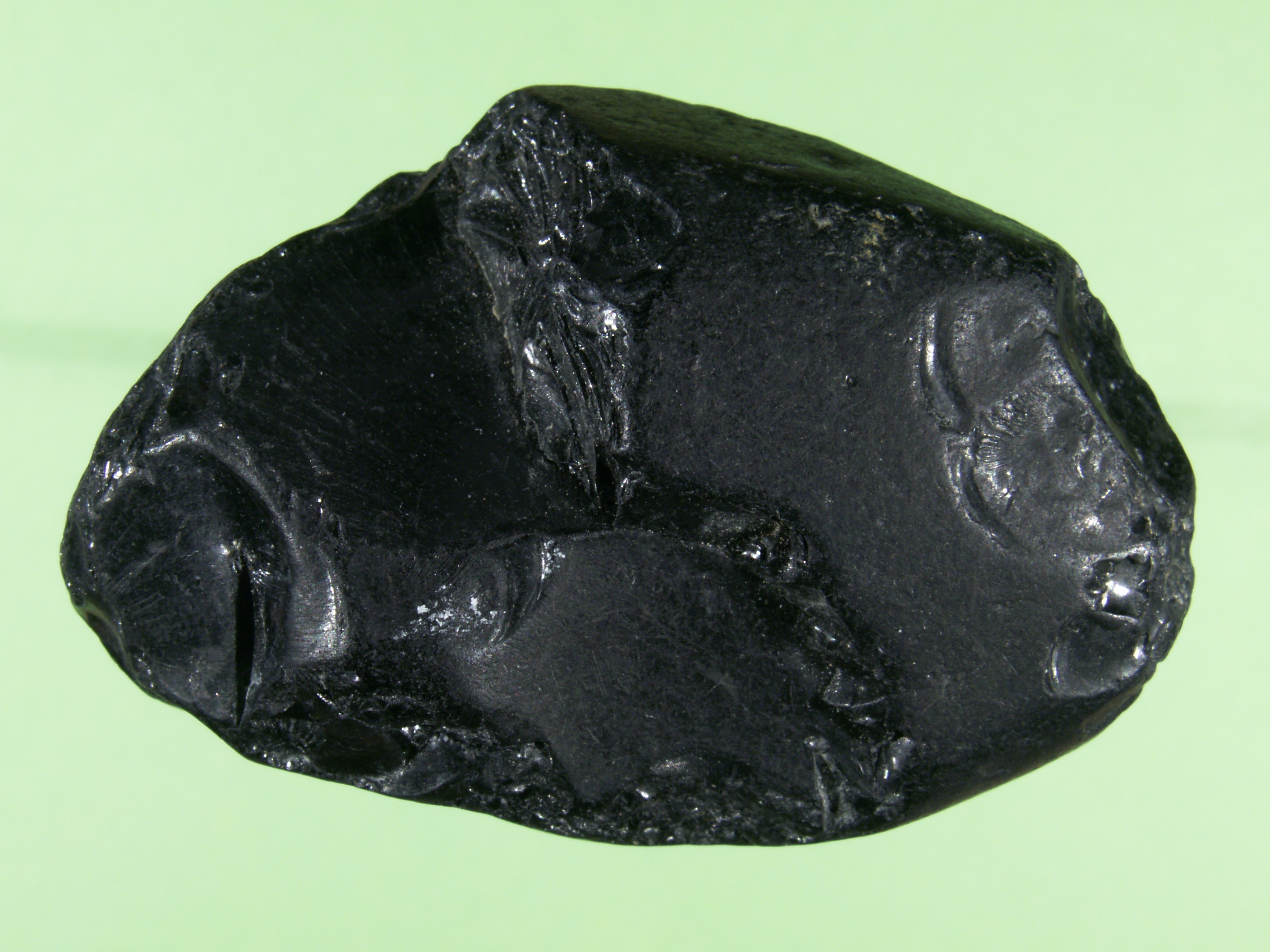
Stantienit aus Bitterfeld; Sammlung: Naturkundliches Museum Mauritianum Altenburg

Zwei der zusammen mit dem Baltischen Bernstein (Succinit) im Ostseeraum vorkommenden akzessorischen Harze (Bernsteinvarietäten, die nicht Succinit sind) wurden nach den Inhabern des Unternehmens Stantien & Becker als Stantienit und Beckerit benannt. Beide Bernsteinvarietäten kommen auch in Bitterfeld vor.

## Schriften
- Denkschrift zum Urtheil des Königlichen Landgerichtes Stolp. Berlin 1896.